# Багинский, Хенрик
Хенрик Багинский (пол. Henryk Bagiński, 19 января 1888 — 13 декабря 1973) — польский военачальник, военный историк, полковник Войска Польского, капитан Русской императорской армии.

## Биография
Хенрик Багинский родился в семье музыканта и органиста Юлианта Багинского. В 1908 окончил гимназию в Радоме, после чего поступил в высшую школу Львова и затем в Львовский политехнический институт.
Входил в состав подпольной польской молодежной организации «Зет», в 1909 году был одним из создателей подпольной организации «Заржевье», основной целью которых была борьба за независимость Польши. В 1912 году под псевдонимом Юзеф Члопский (пол. Józef Chłopski) издал учебник «Terenoznawstwo», где описал методы подпольной разведывательной деятельности. После получения высшего образования работал металлургом на заводе Хута Банкова в Домброве-Гурниче. В 1914 году вступил в польскую организацию «Национальная лига» (пол. Liga Narodowa), основной целью которой было формирование польской нации и восстановление польской государственности.
После начала Первой мировой войны отправился на фронт в звании подпоручика, вступил в ряды Пулавского легиона. После Февральской революции основал антибольшевистскую военную организацию Польский военный союз в Киеве. После Октябрьской революции вступил в состав 1-го Польского корпуса под командованием генерала Юзефа Довбор-Мусницкого. 21 мая 1918 года перешёл в состав 4-й дивизии польских стрелков под командованием генерала Люциана Желиговского, где был назначен командиром инженерной роты. В июне 1919 года вместе с дивизией вернулся в Польшу.

## Служба в Войске Польском
В 1919 году был слушателем 1-го курса Высшей военной школы в Варшаве. С началом советско-польской войны служил в командовании 1-й Армии. 10 июля 1920 года занял должность начальника штаба 8-й пехотной дивизии. С 1 июня 1921 поступил на службу в генеральный штаб Войска польского на должность начальник отдела демобилизации. С 1921 по 1922 год был слушателем курса подготовки в Высшей военной школы, после прохождения курса получил звание сертифицированного офицера и был направлен в IV дивизию генерального штаба Войска польского. Затем служил в 3-м отделе закрытого бюро военного совета начальником отдела фортификационных сооружений.
С 14 декабря 1927 года по 9 января 1929 года командовал 4-м саперным полком в Сандомире. Позже служил заместителем начальника в департаменте инженерного снабжения Министерства военных дел. С 8 апреля 1930 года по 10 августа 1932 был начальником фортификационного управления. В мае 1930 года отправился на стажировку во французскую армию.
10 августа 1932 года назначен на должность заместителя командира в 39-м Львовском стрелковом полку города Ярослав. 8 апреля 1934 года переведен в распоряжение начальника корпуса контроля саперных частей.
В апреле 1939 года назначен начальником отдела снабжения верховного командования саперов. В конце августа занял должность заместителя командира Мечислава Дабковского. После вторжения Германии и СССР в Польшу 17 сентября 1939 года эвакуировался во Францию где был принят генералом Владиславом Сикорским в генеральный штаб и получил звание полковника. После захвата Франции отправился в Англию, где работал в учебном центре.
В 1947 года вернулся в Польшу, где служил в Польской народной армии. С 1948 года преподавал в Академии Генерального штаба, до 1951 года работал в министерстве судоходства заведующим отделом. До 1968 года работал в Национальной библиотеке Польши в Варшаве.
Умер 13 декабря 1973 года в возрасте 85 лет и похоронен на Воинском кладбище в Повонзках.

## Награды
- Серебряный крест ордена Virtuti militari (1921)[16]
- Крест Независимости (25 января 1933)[17][18]
- Офицерский крест Ордена Возрождения Польши (2 мая 1923)[19]
- Рыцарский крест Ордена Возрождения Польши
- Крест Храбрых (трижды, впервые в 1921)[20]
- Армейская медаль[пол.]
- Медаль Победы
- Крест Легиона[пол.]
- Офицерский знак «Парасоль»

## Работы
- Terenoznawstwo, Львов 1912 год, под псевдонимом Юзеф Члопский.
- Formacje polskie w walce z Niemcami, Киев 1917 год.
- Technika wybuchowa, 1917 год, под псевдонимом Юзеф Члопский.
- Podręcznik dla żołnierza piechoty: sprawdzony i zalecony do użytku przez Polską Komisję Wojskową oprac. na podst. przepisów urzędowych Warszawa, 1917 год.
- Wojsko polskie na Wschodzie 1914—1920, 1921 год.
- U podstaw organizacji Wojska Polskiego 1908—1914, 1935 год, под псевдонимом Юзеф Члопский.
- Piechota w wojsku polskim na Wschodzie, w: Księga chwały piechoty (стр. 131—150), 1935 год.
- Poland and Baltic: the problem of Poland’s access to the sea Edinburg: Oliver and Boyd, 1942 год.
- Poland and Baltic: the problem of Poland’s access to the sea Wyd.2 London, 1946 год.
- Z dziejów Towarzystwa Wiedzy Wojskowej № 2 (стр. 413—417), 1968 год.